# Belprahon
Belprahon (ancien nom allemand : Tiefenbach) est une commune suisse du canton de Berne, située dans l'arrondissement administratif du Jura bernois.

## Géographie
Belprahon se situe dans le Cornet (également appelé Grand Val), à 2 km à vol d’oiseau à l’est-nord-est de Moutier. Il s’étale dans la pente sud du Raimeux, du cours de la Raus (542 mètres d’altitude), au sommet de la montagne (1 265 mètres d’altitude). Sa frontière nord-ouest longe l’Arête de Raimeux.

Photo aérienne par Walter Mittelholzer (1919)

## Histoire
Le nom de village apparaît pour la première fois dans un document au XIIe siècle.
Jusqu’en 1797, Belprahon appartient à l’Abbaye de Moutier-Grandval. De 1797 à 1815, Belprahon a fait partie de la France, au sein du département du Mont-Terrible, puis, à partir de 1800, du département du Haut-Rhin, auquel le département du Mont-Terrible fut rattaché. Par décision du congrès de Vienne, le territoire de l’ancien évêché de Bâle fut attribué au canton de Berne, en 1815. Le 17 septembre 2017, la commune vote pour son rattachement ou non au canton du Jura, à l'instar de Moutier le 18 juin 2017 où le oui l'a emporté, ce résultat étant un prérequis à l'organisation de la votation à Belprahon,. Le non l'emporte finalement dans la commune, par 121 voix contre 114.
Le 20 mai 2021, le Conseil communal de Belprahon désire revoter sur son appartenance cantonale du fait qu'en septembre 2017, l'avenir de Moutier sur son appartenance cantonal était incertain. En effet, la commune possédant des liens économiques, sociaux et culturels avec Moutier, souhaite revoir sa décision à la suite du changement de canton planifié par la cité prévotoise. Les autorités communale préparent une votation pour le 27 juin 2021. En réaction, le Conseil-exécutif bernois annonce que la tenue de ce scrutin est impossible au vu de la fin constitutionnelle de la Question jurassienne. Le Conseil du Jura bernois a également fait savoir qu'il estime cette votation illégale et la Confédération annonce qu'elle ne soutient pas ce nouveau vote. Cependant, le Conseil communal de Belprahon persiste et avertit organiser une votation dite « sauvage ». Le comité antiséparatiste Belprahon Jura bernois décide de déposer un recours contre ce vote.
Le 11 juin, le Conseil communal de Belprahon annonce finalement renoncer à organiser ce vote mais indique que « la commune de Belprahon n'abandonne pas ses droits et les fera revivre par tous les moyens à sa disposition ».

## Population

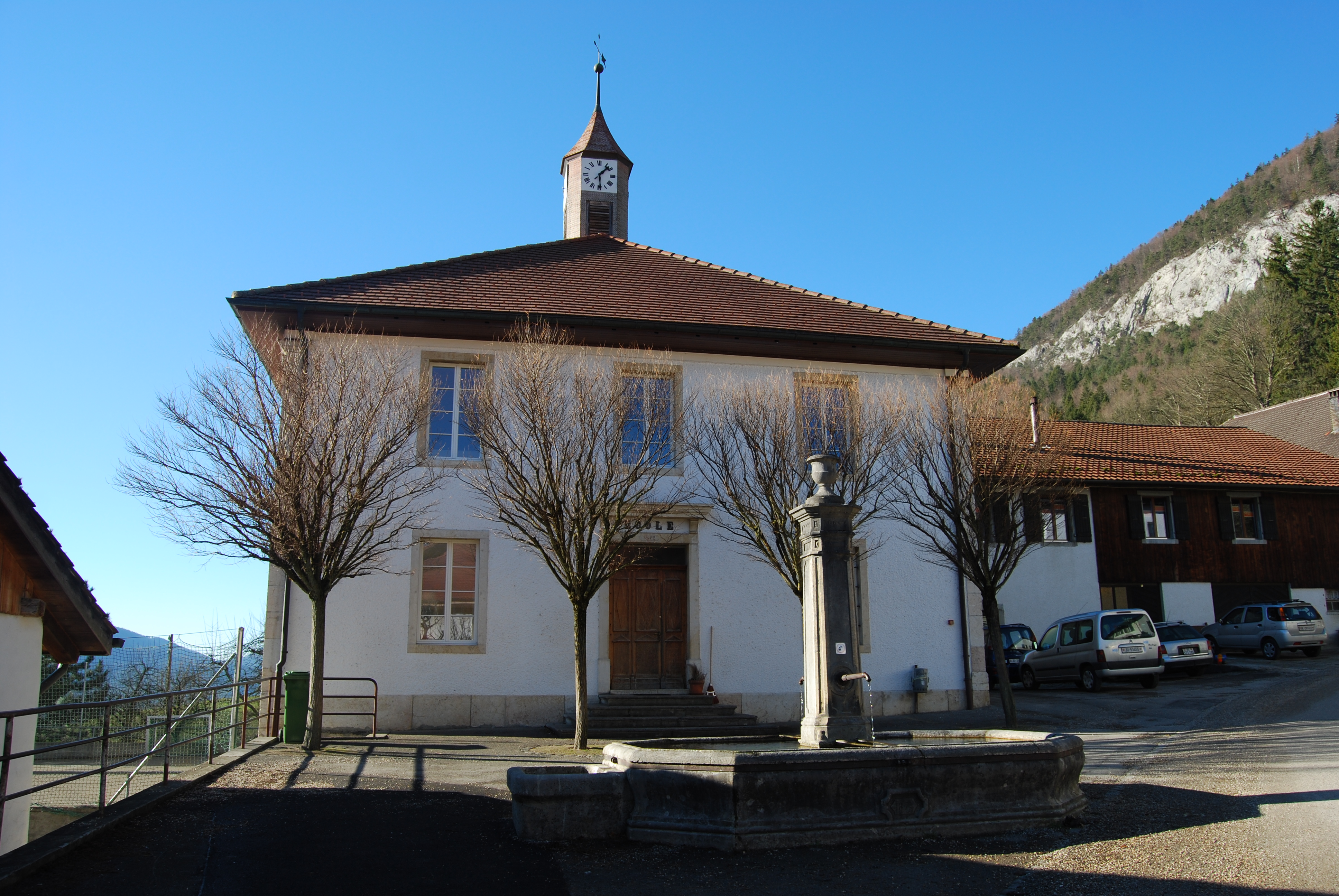
École de Belprahon.

### Surnom
Les habitants de la commune sont surnommés les Renards. Ce surnom serait cependant rarement usité.

### Démographie
La commune compte 126 habitants en 1850, 188 en 1900, 141 en 1950 et 306 en 1990.

## Transports
- Bus pour Moutier
- Autoroute A16 sortie Moutier-Nord

## Économie
L’activité économique de Belprahon est essentiellement agricole. Au fil des ans, la localité est devenue une zone d’habitation pour des pendulaires travaillant à Moutier.

## Personnalités
- Willy Houriet, personnalité du monde agricole[13]
- Umberto Maggioni, sculpteur et graveur[14]